# ミック経済研究所
デロイト トーマツ ミック経済研究所（でろいと とーまつ みっくけいざいけんきゅうじょ）は、情報・通信分野専門の市場調査を行う東京都千代田区の企業。

## 沿革
- 1991年 - 株式会社ミック経済研究所を設立[1]。
- 2001年 - 経済産業省編集「ITサービス企業台帳」の発刊元となる。
- 2004年11月26日 - 日本証券業協会グリーンシート銘柄指定し、株式公開。
- 2012年4月29日 - グリーンシート銘柄指定取り消し。
- 2020年11月18日 - デロイト トーマツ ファイナンシャルアドバイザリー合同会社の子会社になり、同時にデロイト トーマツ ミック経済研究所へ社名を変更。